# Octadecaan
Octadecaan is een verzadigde organische verbinding met als brutoformule C18H38. De stof komt voor als een wit kristallijn poeder, dat door hydrofobe eigenschappen onoplosbaar is in water. Het is wel goed oplosbaar in de meeste organische oplosmiddelen, zoals benzeen, di-ethylether, ethanol, aceton en tolueen. De verbinding kent 60.523 structuurisomeren.
Octadecaan reageert met oxiderende verbindingen.